# Manœuvre de Buffalo
Pour les articles homonymes, voir Buffalo.
 (juillet 2011).
Si vous disposez d'ouvrages ou d'articles de référence ou si vous connaissez des sites web de qualité traitant du thème abordé ici, merci de compléter l'article en donnant les références utiles à sa vérifiabilité et en les liant à la section « Notes et références ».
| ♠ | R D V 6 |
| ♥ | 9 8 2   |
| ♦ | R V 7 3 |
| ♣ | V 5     |

| ♠ | 9 5 3        |
| ♥ | A V          |
| ♦ | 10 4         |
| ♣ | 10 9 8 4 3 2 |

| ♠ | 8 4          |
| ♥ | R D 10 7 6 4 |
| ♦ | D 8 5        |
| ♣ | A 6          |

| ♠ | A 10 7 2 |
| ♥ | 5 3      |
| ♦ | A 9 6 2  |
| ♣ | R D 7    |

| ♠ | R D V 6 |
| ♥ | 9 8 2   |
| ♦ | R V 7 3 |
| ♣ | V 5     |

| ♠ | 9 5 3        |
| ♥ | A V          |
| ♦ | 10 4         |
| ♣ | 10 9 8 4 3 2 |

| ♠ | 8 4          |
| ♥ | R D 10 7 6 4 |
| ♦ | D 8 5        |
| ♣ | A 6          |

| ♠ | A 10 7 2 |
| ♥ | 5 3      |
| ♦ | A 9 6 2  |
| ♣ | R D 7    |

| ♠ | R D V 6 |
| ♥ | 9 8 2   |
| ♦ | R V 7 3 |
| ♣ | V 5     |

| ♠ | 9 5 3        |
| ♥ | A V          |
| ♦ | 10 4         |
| ♣ | 10 9 8 4 3 2 |

| ♠ | 8 4          |
| ♥ | R D 10 7 6 4 |
| ♦ | D 8 5        |
| ♣ | A 6          |

| ♠ | A 10 7 2 |
| ♥ | 5 3      |
| ♦ | A 9 6 2  |
| ♣ | R D 7    |

| ♠ | R D V 6 |
| ♥ | 9 8 2   |
| ♦ | R V 7 3 |
| ♣ | V 5     |

| ♠ | 9 5 3        |
| ♥ | A V          |
| ♦ | 10 4         |
| ♣ | 10 9 8 4 3 2 |

| ♠ | 8 4          |
| ♥ | R D 10 7 6 4 |
| ♦ | D 8 5        |
| ♣ | A 6          |

| ♠ | A 10 7 2 |
| ♥ | 5 3      |
| ♦ | A 9 6 2  |
| ♣ | R D 7    |

La manœuvre de Buffalo est une technique employée au jeu de Bridge par le joueur appelé "déclarant" : une Impasse est effectuée dans un sens inhabituel, en permettant de ne pas perdre de levées : la manœuvre consiste à partir d'un honneur pour forcer l'honneur au-dessus et écraser un honneur intermédiaire dans l'autre main.

Dans cet exemple :
- Ouest entame par l'As ♥
- Ouest joue ensuite le V♥ que Est prend par la D♥
- Est continue à jouer les ♥ qu'il faut couper maître.

Le plan de jeu est le suivant :
- Une seule défausse possible sur les ♣, et un ♣ sera obligatoirement perdu : il faut manier les ♦ pour ne pas en perdre.
- On tire les atout en finissant au mort pour jouer ♣, pris de l'as et au retour ♣, vous êtes en main.

Nous retirons des enchères, et du début du coup, l'enseignement suivant :
- 5 points en Ouest, avec une répartition 2 cartes à ♥ par AV, 3 cartes à ♠ et vraisemblablement 6 cartes à ♣ ; donc 2 cartes à ♦.
- Le reste des points en Est pour justifier l'ouverture, réparties sur 6 cartes à ♥, 2 cartes à ♠, 2 cartes à ♣, reste donc 3♦.
- La D♦ semble imprenable..
- Il reste un espoir de trouver le 10 ♦ second dans la main d'Ouest

(Si Est possède D♦10♦x♦ : il n'y a rien à faire).

La manœuvre de buffalo consiste soit à partir du Valet du mort ou, comme ici :
- remonter à ♦ par le Roi♦
- présenter le V♦ pour prendre la dame♦ en impasse et écraser le 10♦ second chez Ouest pour affranchir le 9♦ en main.